# Joós István
Joós István (Győr, 1953. március 27. – ) olimpiai- és kétszeres világbajnoki ezüstérmes kajakozó.

## Pályafutása
Az 1977-es és az 1981-es kajak-kenu világbajnokságon K4 10000 méter és K2 10000 méteres számokban egy-egy ezüstérmet szerzett. Az 1980-as moszkvai olimpia K2 1000 méteren szerzett ezüstérmet Szabó István párjaként. 